# Gare d'Éghezée
La gare d’Éghezée est une gare ferroviaire belge, fermée, de la ligne 142, de Namur à Tirlemont territoire de la commune d’Éghezée dans la province de Namur en Région wallonne.

## Situation ferroviaire
La gare d’Éghezée était établie au point kilométrique (PK) 16,20 de la ligne 142, de Namur à Tirlemont, via Éghezée et Jodoigne, entre les gares de Leuze-Longchamps et de Noville-Taviers.

## Histoire
Le chemin de fer dit de la croix de Hesbaye correspond à deux lignes ferroviaires désormais disparues destinées à relier les villes de Landen et Tirlemont à celles de Namur et Tamines, créant ainsi une double liaison entre le sillon Sambre-et-Meuse et les marches de la Flandre du nord-est. Les plans prévoient que la croix formée par ces deux lignes ferroviaires sera la gare de Ramillies. Après avoir été concédée à la Grande compagnie du Luxembourg, qui doit y renoncer avant même d'avoir entamé les travaux pour des raisons financières, elle échoit à une société créée dans ce but : la Compagnie du Chemin de Fer de Tamines à Landen et de ses extensions. La ligne de Tamines à Landen via Fleurus et Gembloux, se prolongeant vers Saint-Trond et Hasselt, doit être complétée par une deuxième ligne de Namur à Tirlemont croisant la première au niveau de Ramillies. En difficultés à son tour à la fin de l'année 1867, la Compagnie du Tamines-Landen passe un accord avec la Société générale d'exploitation de chemins de fer qui construira à forfait la section de Namur à Ramillies et parachèvera les lignes existantes.
Cette partie de la ligne, comprenant une gare à Éghezée, est mise en service le 15 mai 1869,.
L'existence de la SGE est de courte durée puisque le gouvernement négocie en 1870 le rachat de 600 km de lignes comprenant les concessions attribuées au Tamines-Landen. Ce réseau devient propriété des Chemins de fer de l'État belge le 1er janvier 1871. À la fin du XIXe siècle, un nouveau bâtiment de gare est inauguré.
La ligne 142 ne générant plus qu'un trafic secondaire après la Seconde Guerre mondiale, les trains de voyageurs sont supprimés au profit des autobus, d'abord entre Ramillies et Tirlemont le 20 novembre 1960. Il subsiste deux aller-retour entre Ramillies et Namur jusqu'au 10 décembre 1962 ; cette section verra temporairement circuler des trains de voyageurs au cours du difficile hiver de 1966. Les trains de marchandises y sont supprimés en 1973 ; les rails sont retirés en 1978.

## Patrimoine ferroviaire
L'aspect du premier bâtiment des recettes de la gare d’Éghezée n'est pas connu. Il a été remplacé à la fin du XIXe siècle par une construction imposante qui accueille depuis 1992 l'académie de musique d’Éghezée, la bibliothèque et le conseil communal.
Faisant partie des gares dites du groupe de Namur des Chemins de fer de l’État belge, il se caractérise par une façade en briques de teinte rouge et jaune ainsi que par une multitude d'ornements en briques et en pierre bleue. Il est du même plan que celui de la gare de La Hulpe dont il se distingue seulement par son aile gauche de six travées au lieu de sept. Les pilastres et entourages de baies sont dotés de chaînage et les pignons de l'étage éclairés par une fenêtre géminée. Les rampants des murs-pignons se terminent par des consoles reposant sur une volute de pierre sculptée tandis que les frises des deux ailes principales, en briques diagonales, encadrent de multiples losange de pierre taillées en pointe de diamant. Le soubassement jusqu'aux seuils de fenêtres est en pierres,. Malgré des dimensions proches, le bâtiment de la gare de Ramillies n'est pas une copie mais fait appel aux mêmes plans que celui de la gare de Groenendael (à l'exception d'une aile plus courte).